# خورشیدگرفتگی ۵ سپتامبر ۱۸۱۲
خورشیدگرفتگی ۵ سپتامبر ۱۸۱۲ (به انگلیسی: Solar eclipse of 5 September 1812) یک خورشیدگرفتگی از نوع خورشیدگرفتگی جزئی بود. این خورشیدگرفتگی در تاریخ  ۵ سپتامبر ۱۸۱۲ روی داد که زمان اوج آن، ساعت ۱۹:۰۴:۱۰ به‌وقت ساعت هماهنگ جهانی بوده‌است.